# Geschiedenis van Jura (kanton)

De vlag van Jura werd in 1979 aangenomen. De kromstaf verwijst naar de tijd dat Jura deel uitmaakte van het prinsbisdom Bazel.

Dit artikel gaat over de geschiedenis van het kanton Jura.

## Vroegste geschiedenis
Er zijn sporen van menselijke aanwezigheid gevonden die dateren uit de oude steentijd. De oudste sporen dateren van ca. 120.000 jaar geleden. Er zijn in de Jura enkele werkplaatsen van steenbewerkers gevonden. De neanderthalers zijn verantwoordelijk voor de Moustériencultuur die tot 35.000 v.Chr. in Jura bleef bestaan. Later gingen de mensen geleidelijk over van een bestaan als jagers/verzamelaars naar een bestaan als landbouwers. Er zijn maar weinig sporen gevonden over de periode van de klokbekercultuur (ca. 2300 v.Chr.). Ook is er maar weinig teruggevonden dat dateert uit de bronstijd. Wel mag worden aangenomen dat de bevolking in de Jura toenam. Meer archeologische vondsten dateren uit de ijzertijd. Er zijn resten van boerenhoeven opgegraven in Alle-Noir Bois.

## Romeinse tijd

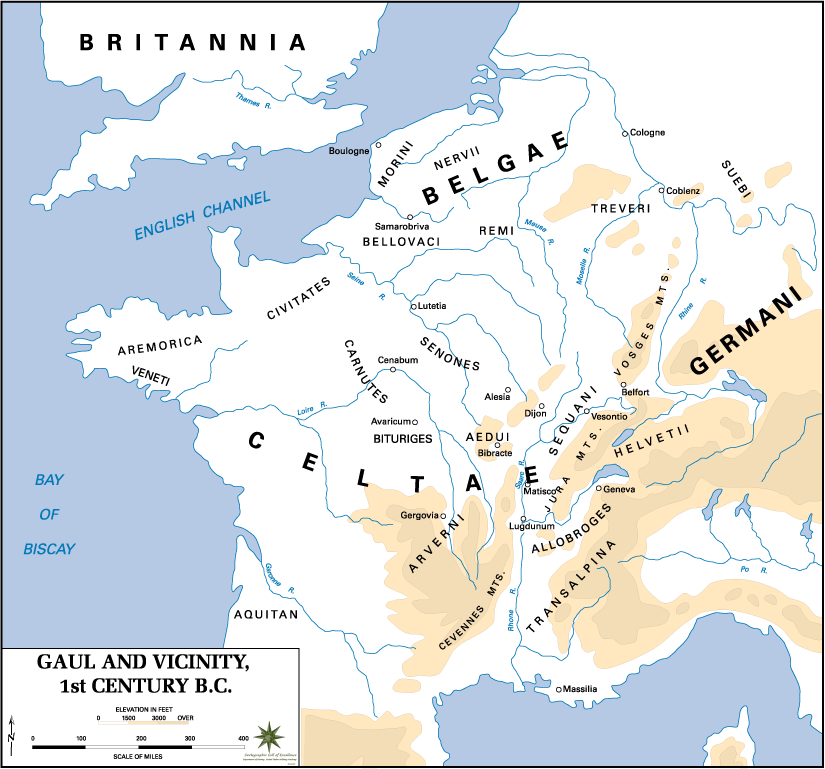
Kaart van Gallië met daarop aangegeven het gebied waar de stam der Sequani woonde.

De Keltische Sequani, wier rijk zich uitstrekte van Oost-Frankrijk en Noord-Spanje tot Noord-Italië, riepen in 58 v.Chr. de hulp in van Julius Caesar tegen de Germanen. Julius Caesar verdreef inderdaad de Germanen maar koloniseerde de Sequani tegelijkertijd. Jura, deel van het rijk der Sequani werd ook deel van het Romeinse Rijk. In de 1e eeuw n.Chr. bouwden de Romeinen villa's (grote landbouwbedrijven) en legden wegen aan, en verbeterden bestaande Keltische wegen. Door het gebied dat thans het kanton Jura omvat, liep in de Romeinse tijd een belangrijke hoofdweg. In 73-74 n.Chr., onder keizer Vespasianus, verschoof de oostgrens van het Romeinse Rijk en werd de hoofdweg verlengd. De aanwezigheid van vele Gallo-Romeinse villa's in de Jura duidde op welvaart van dit gebied.
Keizer Diocletianus voegde delen van Helvetia en Germania Superior bij de provincie Sequani die de naam Provincia Maxima Sequanorum kreeg. In de jaren 260-261 zorgden de Alemannen voor de nodige problemen in de Jura. In de 4e eeuw namen de aanvallen der Alemannen toe. In de periode 353-378 viel het gebied dat nu deel uitmaakt van het kanton Jura in handen van de Franken.

## Van de vroege middeleeuwen tot de Franse tijd
Vanaf de 6e en 7e eeuw nam de bevolking in de Jura sterk toe, getuige de vele graven die uit deze periode zijn teruggevonden. Er zijn ook graven van belangrijke personen uit de tijd van Merovingen teruggevonden (6e en 7e eeuw). Deze graven zijn versierd. In de jaren zeventig van de 19de eeuw werd een kerkhof uit de tijd van de Merovingen opgegraven in Bassecourt waar Frankische edelen begraven lagen. In de 8e eeuw was praktisch iedereen bekeerd tot het christendom en nam de macht van de Rooms-Katholieke Kerk toe. De heiligen Ursicinus en Germanus zetten zich in om het Evangelie te verkondigen. Germanus werd de eerste abt van het klooster van Goutier-Grandval in Moutier. Bij het Verdrag van Verdun (843) kwam Jura aan het koninkrijk Lotharingen. Er was inmiddels een feodale samenleving ontstaan. In de loop van de 8de en 9e eeuw nam de invloed van de abdij van Goutier-Grandval toe door de verwerving van grond in het dal van Delémont, dit ten koste van de kleine landheren. In de loop van de 9e eeuw kwam Jura aan het koninkrijk Bourgondië. In 999 schonk koning Rudolf III van Bourgondië de abdij van Goutier-Grandval aan de bisschop van Bazel en daarmee ook aan het Heilige Roomse Rijk.
In de 13e eeuw vielen tal van goederen en steden in handen van het prinsbisdom Bazel. In de 14e eeuw leed het prinsbisdom aan geldgebrek en werden de Jurastische bezittingen verpand. In 15e eeuw kon de prins-bisschop zijn macht over deels herstellen. In de 16e eeuw werd de noordelijke Jura een "Germaans" deel, terwijl het deel dat nu het kanton Jura vormt, door allerlei afspraken met Bern, Fribourg en Solothurn, verbonden met het Zwitserse Eedgenootschap. Dit betekende overigens niet dat de Zwitserse Jura geen deel meer uitmaakte van het prinsbisdom. De Jura werd een onderdanengebied van het prinsbisdom Bazel. Het belang van de Zwitserse Jura nam zelfs toe. In 1528 verlegde de prins-bisschop zijn residentie van Bazel naar Porrentruy en in 1530 werd het kapittel van de abdij van Goutier-Grandval gevestigd in Delémont (dit in verband met de Reformatie).

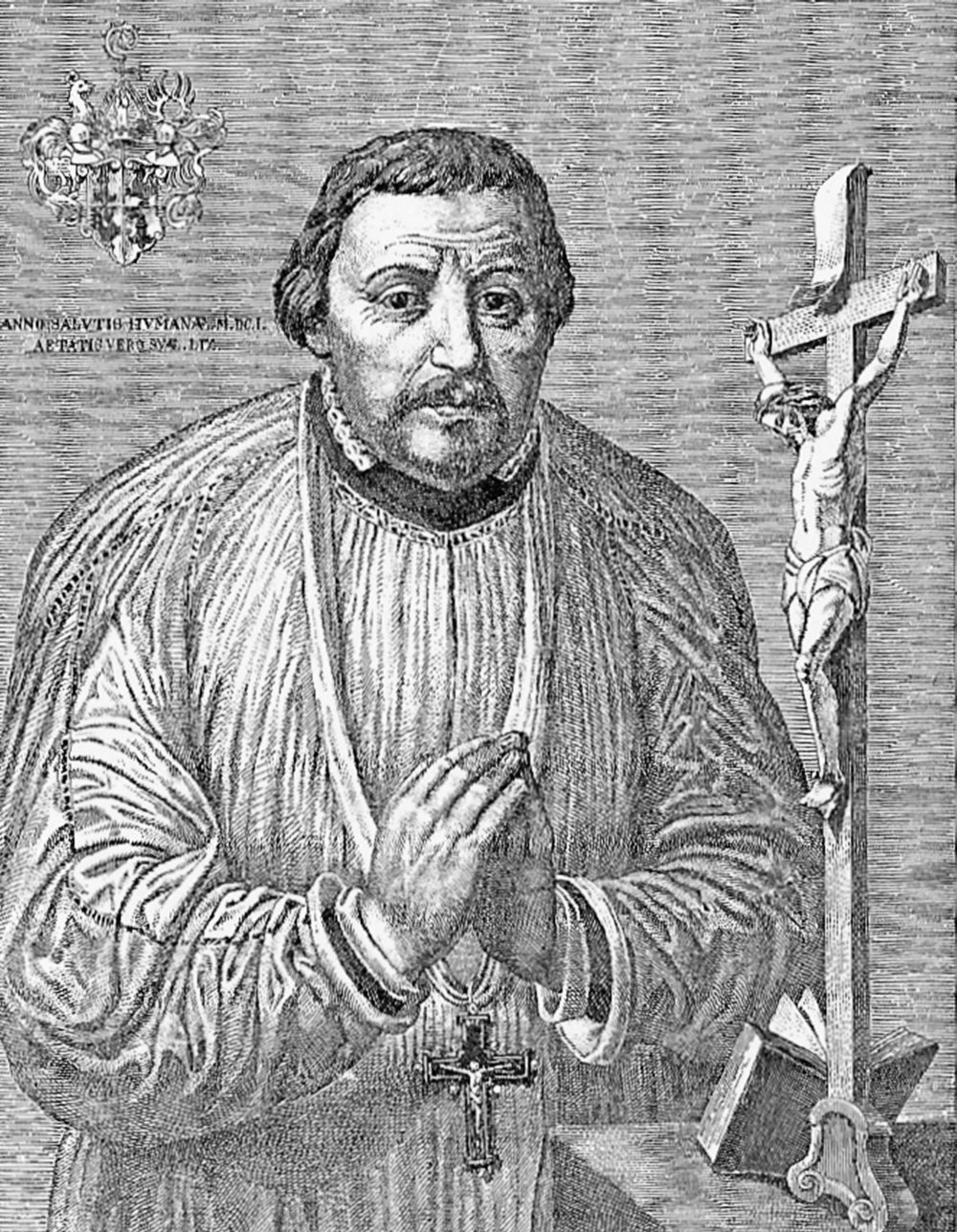
prins-bisschop Blarer von Wartensee

Tijdens de Reformatie bleef de Zwitserse Jura grotendeels katholiek. In de 16e eeuw werd de roep om autonomie in het onderdanengebied groter. Prins-bisschop Melchior von Lichtenfels schonk 13 gemeenten in het dal van Delémont een zekere mate van autonomie. Onder prins-bisschop Jakob Christoph Blarer von Wartensee werden in bepaalde gebieden die protestants waren geworden succesvolle pogingen ondernomen om de bevolking weer terug te brengen tot het katholicisme. Onder deze prins-bisschop maakte Porrentruy, zetel van de prins-bisschop, een bloeitijd door. 
Tijdens de Dertigjarige Oorlog (1618-1648) werd het noorden van Jura meerdere malen geplunderd.
Tijdens de 18e eeuw deden de ideeën van de Verlichting hun intrede in het prinsbisdom. In 1726 werd een grote administratieve hervorming doorgevoerd. Afwisselend waren verlichte en conservatieve prins-bisschoppen aan de macht. Door een verdrag van wederzijdse militaire bijstand (1739, hernieuwd in 1780) met Frankrijk ontstond er een nauwe band met dat land.

## Franse tijd
De Zwitserse Jura viel sinds het begin van de 18e eeuw binnen de Franse invloedssfeer. Delen van het prinsbisdom Bazel waren Frans grondgebied. De Franse Revolutie (1789) maakte indruk op radicale elementen binnen het prinsbisdom en in Porrentruy braken onlusten uit die werden onderdrukt. Echter, kort voor de inname van het Franse gedeelte van de Jura in april 1792, week de prins-bisschop, Sigismund von Roggenbach, uit naar een veiliger deel van zijn prinsbisdom. Na de intocht van een Frans revolutionair vrijwilligersleger ondersteund door Jurastische revolutionairen onder leiding van Joseph Antoine Rengger en bisschop Johann Baptist Joseph Gobel werd de Rauraakse Republiek (République Rauracienne) opgericht, de eerste zusterrepubliek van Frankrijk. De notabelen van Porrentruy en Delémont sloten zich bij de revolutionaire beweging aan. Rengger werd president van de Nationale Assemblée. De leiders van de nieuwe republiek konden het maar niet eens worden over de te varen koers en in januari 1793 werd Rengger door de Fransen gedegradeerd tot voorzitter van de Voorlopige Nationale Assemblée en werd hem te kennen gegeven zich voor te bereiden op de annexatie van de Republiek. Op 23 maart 1793 werd de Republiek geannexeerd en werd de Zwitserse Jura het departement Mont-Terrible, onderdeel van de Franse Republiek.
Na de Vrede van Campo Formio in 1797 werd het departement vergroot daar de gehele Franse Jura nu ook deel ging uitmaken van het departement. In 1800, tijdens het Consulaat werd Mont-Terrible opgeheven en werd de Jura deel van het departement Haut-Rhin. In 1813 werd Haut-Rhin door de troepen van de coalitie bezet, maar na de Vrede van Parijs (1814) kwam het departement weer aan Frankrijk, Jura nu als vorstendom Porrentruy met Konrad Karl Friedrich baron d'Antlau-Birseck als gouverneur-generaal. Het Congres van Wenen (1815) kende de Zwitserse Jura toe aan het Eedgenootschap. Na een kort commissariaat van Johann Konrad Escher vom Luchs, werd de Jura op 21 december 1815 door troepen van het kanton Bern bezet. Op 18 mei 1816 tekende men op de Tagsatzung een document waarna de Zwitserse Jura voortaan onderdeel zou gaan uitmaken van het kanton Bern.

## Jura onderdeel van het kanton Bern
Jura heette vanaf 1815 de Berner Jura. Er waren grote verschillen tussen Jurastische bevolking en de Berner bevolking. De Berner bevolking was grotendeels Duitstalig, conservatief en protestants. De Jurastische bevolking, met name in Porrentruy, was liberaal, Franstalig en met name in de noordelijke Jura (dat thans het kanton Jura omvat) katholiek. De clerus en de hogere burgerij van de Jura schikten zich echter in de nieuwe situatie. De regering van Bern stelde een Oberamtmann aan om de Jura te besturen. Een aantal Jurastische liberale huize, zoals Xavier Stockmar, Jules Thurmann en Auguste Quiguerez stelden zich ten doel de "Jura te bevrijden van de Berner oligarchie."
In 1830 brak in Frankrijk de Julirevolutie uit waarna koning Karel X het veld moest ruimen voor "burgerkoning" Lodewijk Filips. Beïnvloed door het gebeuren in Frankrijk werd de oligarchie in het kanton Bern verdreven en kreeg Bern een liberale regering. Liberale leiders uit Porrentruy speelden een belangrijke rol tijdens deze revolutie. Bern kreeg een democratische grondwet en de Oberamtmann werd vervangen door een regeringsstadhouder (Duits: Regierungstatthalter, Frans: Gouverneur) die door de Grote Raad werd aangesteld. Toch bleven inwoners van de Jura ondervertegenwoordigd binnen de besturen.
Pogingen van de kantonregering om het staatstoezicht over de Rooms-Katholieke Kerk te vergroten leidden tot verzet onder Jurastische bevolking. Ook de bisschop van Bazel riep op tot verzet en in 1832 weigerden de priesters de eed op de grondwet te zweren. In 1834 was er verzet tegen de opening van een confessioneel gemengde school in Porrentruy. In 1836 kwam de katholieke bevolking in opstand tegen de introductie van de Artikelen van Baden. De Artikelen van Baden waren opgesteld door liberale katholieken en zouden ervoor zorgen dat een deel van de centrale macht van de kerk zou worden overgedragen aan de bisdommen. Dit zou een verzwakking betekenen voor de macht van de Heilige Stoel. Met behulp van militairen werd de orde in het katholieke landsdeel hersteld. De spanningen namen toe nadat de radicalen het in het kanton voor het zeggen kregen. Zij waren voorstanders van een scheiding van kerk en staat, meestal ook van "nationale kerken" en openbaar onderwijs. De Kulturkampf in Bern die zich in de jaren zeventig van de negentiende eeuw afspeelde maakte diepe indruk op de Jurastische bevolking. Veel inwoners van de Jura beschouwden de Kulturkampf als een onderdrukking van de Jurastische identiteit en als een zege van de Berner protestanten en radicalen op het katholicisme. De Kulturkampf eindigde echter even abrupt als dat zij was begonnen.

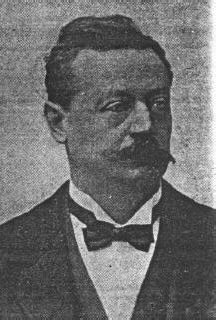
Emile Boéchat

Na de Kulturkampf werd de Katholiek-Conservatieve Partij, voorloper van de Parti Démocrate Chrétien Jurassien (PDC-Jura) een belangrijke partij in het kanton Bern. Zij kwam o.a. op voor de belangen van de katholieke Jurastische bevolking. Het belangrijkste blad van de conservatieven, Le Pays was verwikkeld in hevige pennenstrijd met de liberale Jurastische Le Démocrate van Emile Boéchat. Boéchat was voorzitter van de Association populaire jurassienne, voorloper van de Radicaal-Democratische Partij van Jura (PLRJ). De conservatieven en liberaal-democraten (radicalen) waren het echter op één punt met elkaar eens, namelijk het beschermen van de Jurastische identiteit. Zo zetten de beide partijen zich in voor het behoud van de Franse rechtspraak en voor aanleg van een spoorweg door de Jura.
In het begin van de 20e eeuw nam de invloed van de Sociaaldemocratische Partij van Zwitserland (Parti Socialiste, PS) toe en in na de Eerste Wereldoorlog werd de Parti des Paysans, Artisans et Bourgeois (PAB), voorloper van de Zwitserse Volkspartij opgericht. De PS en PAB groeiden ten koste van de liberaal-radicalen. Stemden de Jurastische bevolking vroeger conservatief, vanaf het midden van de 20e eeuw begon men steeds progressiever te stemmen. In de regio Delémont werd de PS in de jaren 50 steeds belangrijker. In 1957 viel de Katholiek-Conservatieve Partij uiteen in een Conservatief Christelijke Volkspartij en een onafhankelijke Christelijk Sociale Partij.

## Van de Jurastische autonomiebeweging tot heden
In 1947 werd door Daniel Charpilloz (1892-1955) en de zijnen de Mouvement séperatiste jurassien (sinds 1949: Rassemblement jurassien), de Jurastische Separatistische Beweging, opgericht. De (RSJ)RJ streefde naar een zelfstandig kanton Jura. In 1947 weigerde de Grote Raad van Bern Georges Moeckli, een socialistische leider uit Delémont tot chef van het departement van Openbare Werken te benoemen. Jurastische separatisten legden dit uit als een tegen Franstalige bevolking van het kanton Bern gerichte actie. De RJ organiseerde op 20 september 1947 een grote protestdemonstratie en eiste de RJ de "bevrijding" van de Jura. In 1959 riepen de RJ en de bevolking van noord Jura om een volksstemming. Het volk moest beslissen of de Jura autonoom moest worden. Een meerderheid van de kiezers sprak zich echter uit tegen een apart Jurastisch kanton. In 1962 werd de radicale separatistische beweging Front de Libération du Jura (FLJ) die geregeld sabotageacties uitvoerden. Op 17 maart 1967 werd door de federale regering van Zwitserland een commissie in het leven geroepen om de Jura-kwestie te onderzoeken. Op 9 juni 1969 presenteerde zij een rapport waarin zij het advies aan de kantonsregering van Bern uitbracht om de zeven Jura-districten meer autonomie binnen het kanton te geven. Op die manier hoopte de commissie dat de steun voor de separatisten zou afnemen. Het in 1969 opgerichte Mouvement pour l'Unité du Jura, een gematigde beweging die de tegenstellingen tussen separatisten en anti-separatisten wilden overbruggen, was voorstander van de uitvoering van het rapport.
De separatisten bleven echter invloedrijk en op 23 juni 1974 werd een volksstemming gehouden. Een meerderheid van de inwoners in de 7 Jura-districten, namelijk 74% (36.802) sprak zich uit vóór een zelfstandig kanton Jura. Opvallend was dat in zuidelijke Jura-districten een duidelijke meerderheid tegen stemde. Hierna werden er in de afzonderlijke districten referenda gehouden om zo de grenzen van het nieuwe kanton te bepalen. In maart en november 1976 werden referenda in diverse Jura-districten gehouden. Bij een van die referenda in de drie zuidelijke Jura-districten, (thans Bernische Jura) op 16 maart 1976 sprak men zich uit tegen aansluiting bij het nieuwe kanton Jura. In hetzelfde jaar werd ook een grondwetgevende vergadering voor het kanton Jura gekozen. Hierin werden 19 christendemocraten, 11 liberaal-democraten, 10 sociaaldemocraten, 9 onafhankelijke christelijk socialen (EVP/PES), 2 centrum-democraten (SVP/UDC) en 1 Parti Radical Réformiste (pro-separatistische afsplitsing van de PRLJ) lid van. Inmiddels hadden de kiezers in het kanton Bern de situatie geaccepteerd. In 1977 werd de door de grondwetgevende vergadering ontworpen grondwet goedgekeurd en op 24 september 1978 stemde 82,3% van de Zwitserse kiezers vóór de stichting van het nieuwe kanton Jura.
Op 31 december 1978, om middernacht, ontstond de République et Canton du Jura (Republiek en kanton Jura). François Lachenat (PDC Jura) werd de eerste voorzitter van de regering en bij de verkiezingen van 5 maart 1979 werden Roger Schaffter (PDC Jura) en Pierre Gassmann (PS Jurassien) als eerste Jurastische politici in de Kantonsraad gekozen.
Politiek gezien zijn de PDC Jura (christendemocraten) en de PSJ (socialisten), alsook de PRLJ (liberalen) de sterkste partijen. In de beginjaren was ook de Parti Radical Réformiste, de politieke voortzetting van de Rassemblement Jurassien belangrijk. In 1994 werd door de federale overheid de Assemblée Interjurassien gesticht om de Jura-kwestie definitief op te lossen. In 2004 adviseerde de Assemblée Interjurassien de stichting van een nieuw Jurastisch kanton bestaande uit zowel het huidige kanton Jura als de drie Bernische Jurastische districten. Op 1 januari 2006 kreeg de Bernische Jura meer autonomie. De Mouvement autonomiste jurassien (MAJ), een in 1994 na een fusie van de RJ en de Unité jurassienne opgerichte organisatie, keerde zich tegen de autonomie van Bernisch Jura en blijft zich inzetten voor een verenigd Jura-kanton.
In de decennia na de stichting van het nieuwe kanton bleef men zich inzetten voor de vereniging van het kanton Jura met de drie districten van de Bernische Jura.